# Francis Asbury

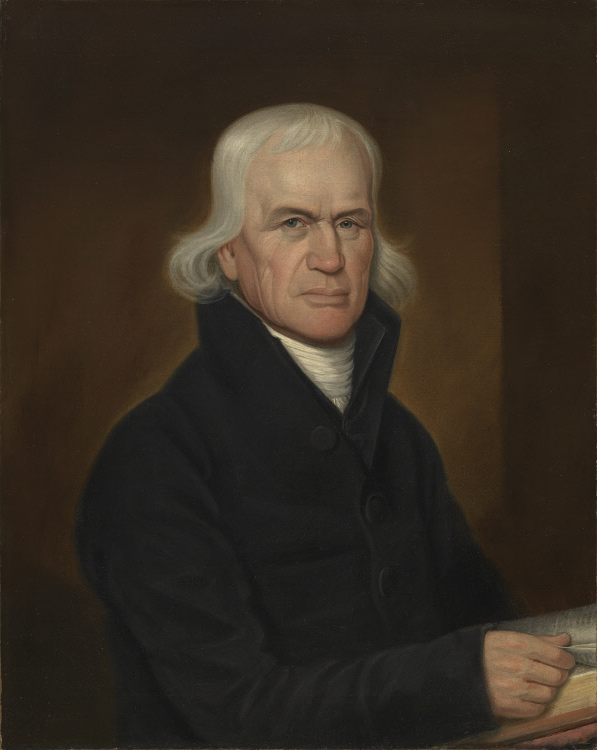

Francis Asbury, född den 26 augusti 1745 i Handsworth vid Birmingham, England, död den 31 mars 1816 i Spotsylvania County, Virginia, var en av de båda första biskoparna i Metodist-episkopalkyrkan i Förenta Staterna.
Francis Asbury föddes i enkla förhållanden. Vid 16 års ålder omvände han sig till metodismen och blev en lokal förkunnare. Från 1766 var han resepredikant i Bedfordshire, Colchester och Wiltshire i England. 1771 erbjöd han sig att fara till Amerika.
Också där började han sin verksamhet som resepredikant, i New York, Philadelphia och Delaware. Efter självständighetskriget var han den ende engelskfödde metodistpredikant som stannade kvar i Förenta Staterna. Han utsträckte sina resor ända till andra sidan Appalacherna.
John Wesley erkände honom som den naturlige ledaren för de amerikanska metodisterna och lät 1784 Thomas Coke viga honom till diakon, äldste och biskop.
Under de följande trettio åren ledde Asbury outtröttligt den snabbt expanderande amerikanska Methodist Episcopal Church, och var i stort sett hela tiden på resande fot.
Vid hans ankomst till Nordamerika fanns där 550 metodister i New York och Philadelphia, vid hans död var de 250 000, med 700 ordinerade förkunnare.
Asbury dog i Virginia och blev begraven i Baltimore.